# Multipiattaforma (videogiochi)
Per multipiattaforma o cross-platform si intende un videogioco che funziona su diversi sistemi operativi o che per meglio dire è presente su differenti piattaforme.
Benché esso sia stato oggetto di critiche a causa di alcune lacune tecniche, il sistema cross-platform sta assumendo crescente importanza ed è sempre più efficiente. Il multipiattaforma non va confuso con il cross-play, il quale rappresenta una funzione di gioco per alcuni titoli multipiattaforma e con modalità multigiocatore online.

## Console
Prima della settima generazione di console, i videogiochi venivano generalmente sviluppati per una singola console con solo pochi giochi che ricevevano versioni multipiattaforma su più console. Ciò era dovuto all'architettura di elaborazione unica di ciascuna console, che rendeva lo sviluppo per ciascuna un ecosistema chiuso e richiedeva uno sforzo aggiuntivo per il porting su altri sistemi. Con la settima generazione di console, che ha visto i sistemi di console utilizzare un hardware del processore e della scheda video simili ai personal computer, lo sviluppo multipiattaforma sia per console che per personal computer è diventato molto più facile da ottenere usando librerie software standard, motori di gioco e scripting le lingue che isolano i dettagli specifici della piattaforma dagli elementi specifici del gioco stesso. Tali strumenti hanno consentito il rilascio simultaneo di giochi per più piattaforme.
Per decenni, i produttori di console hanno lavorato in modo proattivo per proteggere l'esclusività di un gioco sul loro sistema da altri concorrenti di console, per i quali il gioco multipiattaforma può essere visto come una minaccia. Alcuni giornalisti hanno ipotizzato che il gioco multipiattaforma fosse stato limitato dai produttori di console per garantire ai giocatori di rimanere con la loro piattaforma per i giochi futuri. Kyle Orland per Ars Technica ha affermato che se un giocatore vuole continuare a giocare a nuovi giochi con gli amici, la mancanza di gioco multipiattaforma richiede loro di continuare ad acquistare i nuovi giochi per quella piattaforma console, creando "potenti effetti di rete".
L'esclusività non sempre è permanente, a partire dalla 6º generazione di console si è fatto sempre più uso delle esclusive temporali, dove il titolo poteva essere multipiattaforma, ma per un periodo di tempo più o meno lungo a seconda degli accordi, questo titolo doveva essere presente solo su una specifica piattaforma.
Nel 2024 sono iniziate le prime aperture nell'abbandono graduale delle esclusive (tra Microsoft e Sony) per migliorare le vendite dei singoli titoli, cercando così di tutelare anche le case produttrici, oltre a proposte o ipotesi per un eventuale hardware unico, in modo da migliorare la base installata, la quale difficilmente supera i 250 milioni di unità per generazione, fattore che rappresenta una minaccia esistenziale per l'intera industria videoludica.

## Difficoltà del multipiattaforma
Lo sviluppo del multipiattaforma deve far fronte a diverse difficoltà, dalla differente potenza delle varie piattaforme su cui si vuole presentare un titolo (come nel caso dei titoli presentati su più generazioni di console), alle limitazioni tecnologiche delle varie piattaforme (come la mancanza di specifiche funzioni o accessori o alle differenti caratteristiche).
Per fare degli esempi di videogiochi che non hanno avuto un porting durante il loro ciclo di vita originario a causa del livello di limitazioni architetturali o economiche si può citare America's Army: Rise of a Soldier, Dark Earth, Oddworld: Munch's Oddysee, Oddworld: Stranger's Wrath, mentre altri titoli come Sonic the Hedgehog usarono questa motivazione per l'esclusività sulla console SEGA che veniva pubblicizzata per il suo Blast Processing, cosa che a distanza di decenni si rivelò essere falsa, mentre titoli che pur essendo presentati su diverse piattaforme non sono riusciti a mantenere lo stesso livello qualitativo del gioco come nel caso di Mafia: The City of Lost Heaven, mentre i titoli che non vennero portati su più piattaforme per le differenti caratteristiche si può citare Metal Gear Solid 4: Guns of the Patriots, non per difficoltà relative all'esecuzione del videogioco o per esclusività commerciali, ma per via del diverso supporto di archiviazione del gioco (DVD invece del BluRay, il che avrebbe richiesto l'uso di più dischi).

Per presentare i videogiochi su più piattaforme anche molto differenti tra loro, a volte il videogioco viene prodotto in modo differenziato, con una versione dedicata alle architetture più potente e con una versione dedicata alle piattaforme più deboli, dove in quest'ultimo caso il gioco ha una componente tecnica più semplice, un esempio può essere Ghostbusters: Il videogioco, con una versione senza limitazioni per Xbox360, PC e PlayStation 3 ed una versione alternativa per Wii e Playstation 2, come si può notare il titolo è cross generation (PlayStation 2 e 3) il che ha permesso anche di superare le limitazioni tecniche della Wii (che ha prestazioni paragonabili alla generazione precedente).

Quando invece il videogioco viene presentato su più piattaforme simili tra loro, generalmente si fa in modo da renderlo identico su tutte, il che può significare il dover limitare in modo marginale alcune caratteristiche o adoperare soluzioni autoadattative oppure incorrere ad esperienze di gioco con fluidità differenti, in alcuni casi si cerca di ottenere ciò anche su titoli cross generation, come nel caso di Metal Gear Solid V: The Phantom Pain, ma le difficoltà e la differenza si acuisce.
Qualora un videogioco viene ripresentato a distanza di anni, generalmente lo si rende multipiattaforma, ma non sempre è possibile lavorare sul materiale finito e su cui venne realizzato il gioco finale, come nel caso di Silent Hill HD Collection questo è uno dei tanti esempi di come la conservazione o corretta conservazione di un titolo non sia scontata, anche se di grande successo, fatto dovuto anche al fatto che le stesse case produttrici tendono a non conservare il codice sorgente, questo può valere anche per i DLC dei videogiochi di maggiore successo.